# Andreas Krause (Fußballspieler, 1957)
Andreas Krause (* 30. Juli 1957 in Jena) ist ein ehemaliger deutscher Fußballspieler. In der höchsten Spielklasse des DDR-Fußballs, der Oberliga, spielte er für den FC Carl Zeiss Jena.

## Sportliche Laufbahn

### Gemeinschafts- und Clubstationen
1971 wechselte Krause von der BSG Einheit Rudolstadt, bei der er 1964 mit dem Fußballspielen begonnen hatte, in den Nachwuchsbereich des FC Carl Zeiss Jena. Der gebürtige Jenaer durchlief den Juniorenbereich und debütierte, nachdem er 1975/76 erstmals in der Reserve in der zweitklassigen Liga eingesetzt wurde, in der 1. Mannschaft des FCC im Spieljahr 1976/77. Seinen ersten Oberligaeinsatz absolvierte er am 8. Spieltag der Saison 1976/77 beim 2:0-Heimsieg des FC Carl Zeiss gegen den späteren Serienmeister BFC Dynamo. Eine Viertelstunde vor Schluss wurde er für Dieter Noack eingewechselt.
Andreas Krause, der 1977 sein Abitur bestand und dann an der Jenaer Außenstelle der DHfK Sport studierte, wurde als Verteidiger und vor allem als defensiver Mittelfeldspieler eingesetzt und verdiente sich den Spitznamen „Eisenfuß“ mit knallharter, aber fairer Zweikampfführung sowie mit hoher Laufbereitschaft und Beständigkeit.
1980 wurde er mit Jena FDGB-Pokalsieger. Im Finalspiel gegen FC Rot-Weiß Erfurt stand der Defensivspieler in der Startformation seiner Mannschaft. Nachdem es nach regulärer Spielzeit 1:1 unentschieden stand, entschied Jena das Spiel in der Verlängerung mit 3:1 für sich. Durch den Pokalsieg qualifizierte sich Jena für den Europapokal der Pokalsieger 1980/81. Bereits in der ersten Runde des Wettbewerbs lag Krauses Team 0:3 nach Hinspiel gegen den AS Rom zurück, ehe der FCC das Rückspiel mit 4:0 gewann. Über den FC Valencia, AFC Newport County und Benfica Lissabon erreichten die Jenaer das Finale, ohne jedoch einmal sowohl Hin- als auch Rückspiel gewonnen zu haben. Im Endspiel gegen Dinamo Tiflis scheiterte die Mannschaft von Trainer Hans Meyer 1:2, nachdem die Elf um Andreas Krause in der 63. Minute mit 1:0 in Führung gegangen war.

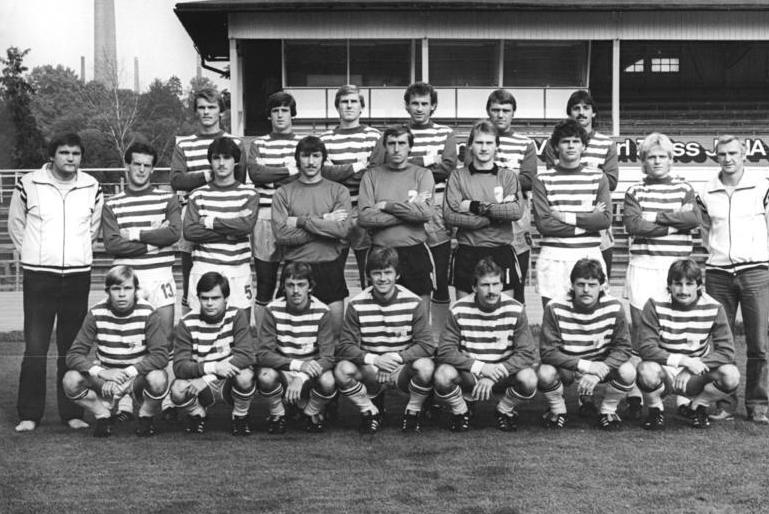
Krause (dritter von rechts in der unteren Reihe) auf einem Teamfoto des FC Carl Zeiss Jena (1983)

In der Pokalsaison 1987/88 erreichte der FC Carl Zeiss noch einmal das nationale Endspiel. Gegen den BFC Dynamo unterlag die Mannschaft dann aber ohne Krauses Beteiligung, der zuvor in drei Partien am Finaleinzug mitgewirkt hatte, mit 0:2 nach Verlängerung durch die Berliner Tore von Thomas Doll und dem kurz zuvor eingewechselten Michael Schulz. Ende der 1980er-Jahre schied Krause, der im Sommer 1988 noch einmal für das Oberligaaufgebot nominiert wurde, aus der 1. Mannschaft des FC Carl Zeiss aus.
Pflichtspielübersicht
| Wettbewerb    | Spiele | Tore |
| ------------- | ------ | ---- |
| DDR-Oberliga  | 208    | 8    |
| FDGB-Pokal    | 26     | 1    |
| Europapokal   | 25     | 1    |
| Intertoto-Cup | 14     | 0    |
| Gesamt        | 273    | 10   |

### Auswahleinsätze
Krause wurde viermal in der DDR-A-Nationalmannschaft eingesetzt und schoss dort zwei Tore. Sein Debüt im DDR-Dress gab der Defensivspieler am 11. November 1981, beim 5:1-Erfolg gegen Malta. Dabei stand er im heimischen Ernst-Abbe-Sportfeld in der Startformation des Teams, das interimistisch von Bernd Stange betreut wurde, und belohnte sich mit dem Treffer zum 1:0. Dies sollte für fast dreieinhalb Jahren sein einziger Einsatz für die ostdeutsche Ländervertretung sein. Das vierte und letzte Mal für die DDR spielte Krause am 8. Mai 1985 gegen das Team aus Dänemark. Die Partie in Kopenhagen wurde von der DFV-Auswahl mit 1:4 Toren verloren.
In der Olympiaauswahl wurde der Jenaer im Herbst 1979 einmal aufgeboten. Im Testspiel gegen die polnische Olympiaelf (1:2) in Białystok wurde er in der 74. Minute für Klaus Decker eingewechselt. Ebenfalls gegen Polen absolvierte Andreas Krause am 24. September 1980 in Bautzen einen Einsatz für die B-Nationalelf. Die Partie endete 2:2.

## Weiterer Werdegang
Andreas Krause ist Diplomsportlehrer und betreibt seit 1995 selbständig ein Therapiezentrum.

## Erfolge
- FDGB-Pokal mit FC Carl-Zeiss Jena: 1980